# Dorian Wilson
Dorian Wilson (1964) è un direttore d'orchestra statunitense.
Wilson ha ottenuto vasti consensi, soprattutto in Germania e Russia. Nel settembre 2010, Wilson ha aperto la stagione 2010/2011 per la Chattanooga Symphony and Opera con un concerto, suonando le Sinfonie n°5 di Schubert e Shostakovich. Nell'ottobre 2011 ha diretto un concerto con le musiche di Beethoven con Harriet Krijgh, Kim Barbier e Matsuda Lina a Hanoi.
A riconoscimento del suo lavoro nel corso degli anni, Wilson è stato nominato Direttore Ospite Permanente della St. Petersburg Symphony.